# Andrea Ramírez Vargas
Andrea Ramírez Vargas (4 de septiembre de 1998) es una deportista colombiana que compite en taekwondo.
Ganó dos medallas de bronce en el Campeonato Mundial de Taekwondo, en los años 2017 y 2022, y dos medallas de oro en el Campeonato Panamericano de Taekwondo, en los años 2021 y 2022. En los Juegos Panamericanos consiguió dos medallas, bronce en 2019 y plata en 2023.

## Palmarés internacional
| Campeonato Mundial      | Campeonato Mundial           | Campeonato Mundial | Campeonato Mundial |
| Año                     | Lugar                        | Medalla            | Categoría          |
| ----------------------- | ---------------------------- | ------------------ | ------------------ |
| 2017                    | Muju (Corea del Sur)         | Medalla de bronce  | –46 kg             |
| 2022                    | Guadalajara (México)         | Medalla de bronce  | –46 kg             |
| Juegos Panamericanos    |                              |                    |                    |
| Año                     | Lugar                        | Medalla            | Categoría          |
| 2019                    | Lima (Perú)                  | Medalla de bronce  | –49 kg             |
| 2023                    | Santiago (Chile)             | Medalla de plata   | –49 kg             |
| Campeonato Panamericano |                              |                    |                    |
| Año                     | Lugar                        | Medalla            | Categoría          |
| 2021                    | Cancún (México)              | Medalla de oro     | –46 kg             |
| 2022                    | Punta Cana (Rep. Dominicana) | Medalla de oro     | –46 kg             |